# ヒマ (ウガンダ)
ヒマ(英語: Hima)はウガンダ西部地域カセセ県にある町。

## 地理
ヒマは、カセセとフォート・ポータルをつなぐ主要高速道路沿いにある。この町は、ルウェンズルル地域最大の都市であるカセセの北、道のり約18キロメートル (11 mi)にある。

## 人口
2002年の人口調査ではヒマの人口は21,520であった。2010年にはウガンダ戦略局(UBOS)が28,700人、2011年半ばには29,700人と概算している。

## 施設等
以下はヒマもしくは近隣地域の施設である:
- ヒマ・セメント（英語版） - フランスの多国籍企業、ラファージュの子会社であり、年間850,000トンのセメントを生産するウガンダで2番目に大きいセメント会社[3]。
- ヒマ中央市場 - 町内最大の生鮮市場。
- ヒマ町議会議事堂
- The Fort Portal-Kasese Highway - 町内を南北に縦断する高速道路。

## 関連リンク
- カセセ県
- ルウェンズルル地方（英語版）
- 西部地域 (ウガンダ)
- ウガンダの都市の一覧
- ウガンダの経済（英語版）